# Pine Bluff
Pine Bluff is een plaats (city) in de Amerikaanse staat Arkansas, en valt bestuurlijk gezien onder Jefferson County.
Hier vond in 1863 de Slag bij Pine Bluff plaats. 

## Demografie
Bij de volkstelling in 2000 werd het aantal inwoners vastgesteld op 55.085.
In 2006 is het aantal inwoners door het United States Census Bureau geschat op 51.758, een daling van 3327 (-6.0%).

## Geografie
Volgens het United States Census Bureau beslaat de plaats een oppervlakte van
121,3 km², waarvan 118,1 km² land en 3,2 km² water. Pine Bluff ligt op ongeveer 73 m boven zeeniveau.

## Plaatsen in de nabije omgeving
De onderstaande figuur toont nabijgelegen plaatsen in een straal van 40 km rond Pine Bluff.

## Geboren in Pine Bluff
- Bill Carr (1909-1966), atleet
- Kay Linaker (1913-2008), actrice
- Dallas Long (1940-2024), kogelstoter en Olympisch kampioen
- Charles Greene (1945-2022), atleet
- Camille Keaton (1947), actrice
- Mary Mouser (1996), actrice